# Joaquín Jovellar Soler
Joaquín Jovellar Soler foi um político da Espanha. Ocupou o lugar de presidente do governo de Espanha no ano de 1875.